# Rechenwerk
Als Rechenwerk (auch Ausführungseinheit, englisch execution unit) oder Operationswerk bezeichnet man in der Mikroelektronik und technischen Informatik den Teil des Computers, welcher die eigentlichen mathematischen Operationen, bzw. Berechnungen ausführt. 
Je nach Hardware-Architektur kann ein Rechner mehrere oder nur wenige Rechenwerke besitzen. So macht bei den meisten herkömmlichen Rechnern das Rechenwerk meist nur einen kleinen Teil der CPU aus, da ein Großteil für das Speicherwerk, Steuerwerk und Bus-System benötigt wird. 
Analogcomputer, die Datenflussmaschine und GPUs verfügen dagegen meist über sehr viele Rechenwerke, welche bei diesen einen Großteil der Hardware ausmachen. Dagegen machen bei diesen Rechnerarchitekturen Steuerwerke und Speicher nur einen kleinen Teil aus.

## Erklärung
Der Begriff wird häufig synonym mit arithmetisch-logische Einheit (ALU) gebraucht, genau genommen stellt eine ALU jedoch lediglich eine (von oft vielen) Funktionseinheiten eines Rechenwerks dar, das zusätzlich aus einer Reihe von Hilfs- und Statusregistern besteht. Neben den Funktionseinheiten existiert außerdem bei vielen Rechenwerken eine Sprungvorhersagelogik oder eine Out-of-Order-Steuerung. Darüber hinaus kann ein Rechenwerk auch mehrere ALUs enthalten. So bestehen Gleitkomma-Rechenwerke neben den Registersätzen aus zwei ALUs zur separaten Manipulation von Exponent und Mantisse einer Gleitkommazahl. Die ALU selbst enthält hingegen keine Registerzellen und stellt somit ein reines Schaltnetz dar. Moderne Hochleistungsrechner verfügen über eine große Anzahl von Rechenwerken, die unabhängig voneinander arbeiten und jeweils auf die Ausführung bestimmter Befehle spezialisiert sind.

## GPU-Ausführungseinheiten
Auf Grafikkarten und Beschleunigerkarten fasst eine Ausführungseinheit mehrere hochspezialisierte Rechenwerke zusammen. Beispielsweise besitzt der Grafikchip HD Graphics 630 24 Execution Units mit insgesamt 192 Shadern, also 8 Shadern pro Execution Unit.

## Einzelbelege
1. ↑  Prozessor-Architektur. In: Elektronik Kompendium. 2016
2. ↑  Rechenwerk. In: ITWissen. Abgerufen am 28. Januar 2021.